# Tshemön Ling Trülku
Tshemön Ling Trülku (tib.: tshe smon gling sprul sku) ist eine bedeutende Trülku-Linie der Gelug-Tradition des tibetischen Buddhismus. Hauptsitz der Tshemön Ling Trülkus ist das buddhistische Kloster Tshemönling in Lhasa.

## Liste der Tshemön Ling Trülkus
|    | Name (Liste tibetischer Namen und Titel) | Lebensdaten    | Umschrift nach Wylie                                   | Weitere Titel           |
| -- | ---------------------------------------- | -------------- | ------------------------------------------------------ | ----------------------- |
| 1. | Ngawang Tshülthrim                       | 1721–1791      | ngag dbang tshul khrims                                | 61. Ganden Thripa; Desi |
| 2. | Ngawang Jampel Tshülthrim Gyatsho        | 1792–1862/1864 | ngag dbang ’jam dpal tshul khrims rgya mtsho           | 73. Ganden Thripa; Desi |
| 3. | Ngawang Lobsang Tenpe Gyeltshen          | 1844–1919      | ngag dbang blo bzang bstan pa’i rgyal mtshan           | 87. Ganden Thripa       |
| 4. | Ngawang Thubten Khedrub Geleg Gyeltshen  | 1921–1948      | ngag dbang thub bstan mkhas grub dge legs rgyal mtshan | –                       |
| 5. | Tendzin Thrinle Gyeltshen                | * 1950         | bstan ’dzin ’phrin las rgyal mtshan                    | –                       |